# Ambasciata persiana in Europa (1609-1615)

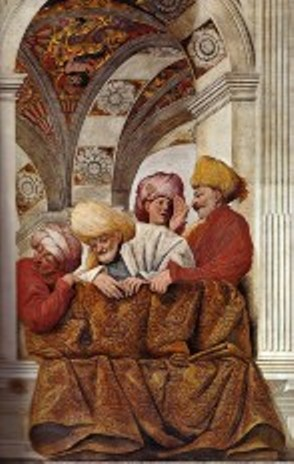
Affresco raffigurante l'ambasciata persiana in visita a Roma da papa Paolo V, dipinto nel 1615–1616. Sala dei Corazzieri, Palazzo del Quirinale, Roma

L'Ambasciata persiana in Europa (1609-1615) fu una missione diplomatica voluta dallo scià Abbas I di Persia nel 1609 per ottenere un'alleanza contro l'Impero ottomano. L'ambasciata venne guidata dall'inglese Robert Shirley.

## Antefatto
All'inizio del Seicento i persiani safavidi, che erano stati in guerra col vicino Impero ottomano da più di un secolo, decisero di provare ad ottenere l'aiuto di alcuni stati europei contro i turchi. Oltre all'antagonismo territoriale tra persiani e turchi, forte era anche l'antagonismo di tipo religioso, dal momento che i persiani perseguivano lo sciismo, mentre gli ottomani il sunnismo. Gli sforzi persiani di avvicinarsi all'Europa cattolica (in particolare al Sacro Romano Impero degli Asburgo, all'Italia ed alla Spagna) erano tesi anche a controbilanciare l'alleanza franco-ottomana creatasi tra Francia ed Impero ottomano, dal momento che la Persia si trovava in guerra aperta con gli ottomani nella guerra ottomano-safavide (1603-1618). Quest'ambasciata fece seguito ad una prima ambasciata in Europa svoltasi tra il 1599 ed il 1602.

## L'ambasciata

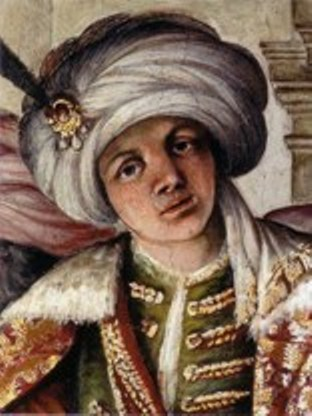
Dettaglio dell'affresco raffigurante Robert Shirley in vesti persiane in visita a papa Paolo V. Sala dei Corazzieri, Palazzo del Quirinale, Roma. 1615–1616.

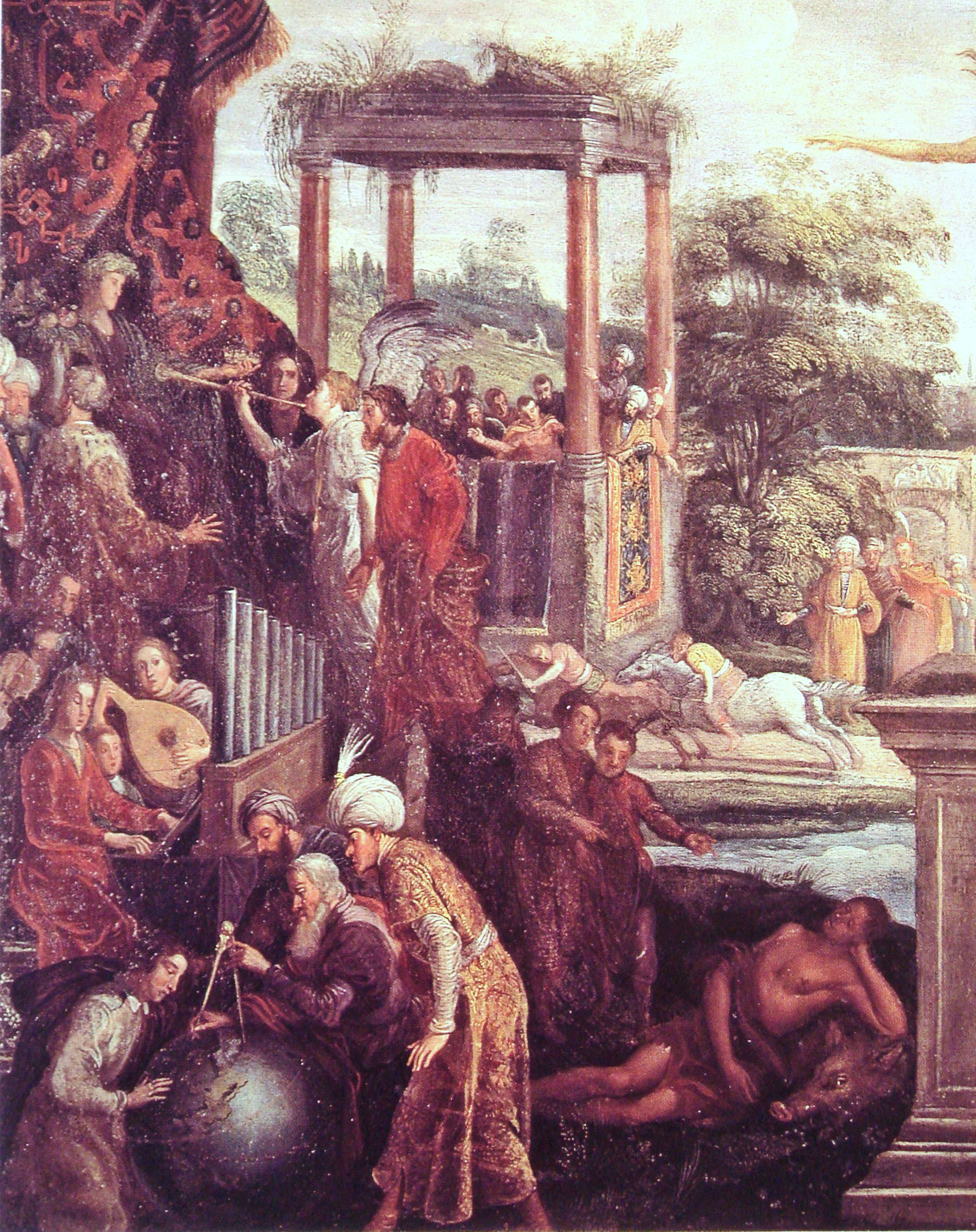
Abbas I nelle vesti di novello Cesare viene onorato dalle trombe della Fama assieme all'ambasciata persiana in Allégorie de l'Occasion, di Frans II Francken, 1628.

L'ambasciata persiana si recò a Cracovia, a Praga, a Firenze, a Roma, a Madrid, a Londra e fece poi ritorno in Persia attraverso i territori del Gran Mogol d'India. Shirley venne ricevuto con i massimi onori in tutti quei paesi che erano in conflitto con l'Impero ottomano. A Praga, inoltre, Shirley ottenne il rango di cavaliere del Sacro Romano Impero per mano dell'imperatore. Nel 1609 venne creato conte palatino del Sacro Romano Impero da Rodolfo II. L'ambasciata continuò quindi verso Firenze, Milano e Roma dove venne ricevuta da papa Paolo V, e proseguì quindi alla volta della Spagna.
Nel 1611 Shirley raggiunse l'Inghilterra, dove incontrò l'opposizione della Compagnia del Levante che aveva forti interessi commerciali con gli ottomani.
Shirley ritornò quindi in Persia via mare, passando il Capo di Buona Speranza e sbarcando in India alla foce dell'Indo, sfuggendo ad un attentato alla sua vita da parte dei portoghesi appostati in loco. Tornò infine a Ispahan con sua moglie nel 1615, mentre tutti i suoi compagni di missione erano morti lungo il viaggio per una congiura attraverso una serie di avvelenamenti.

## Conseguenze

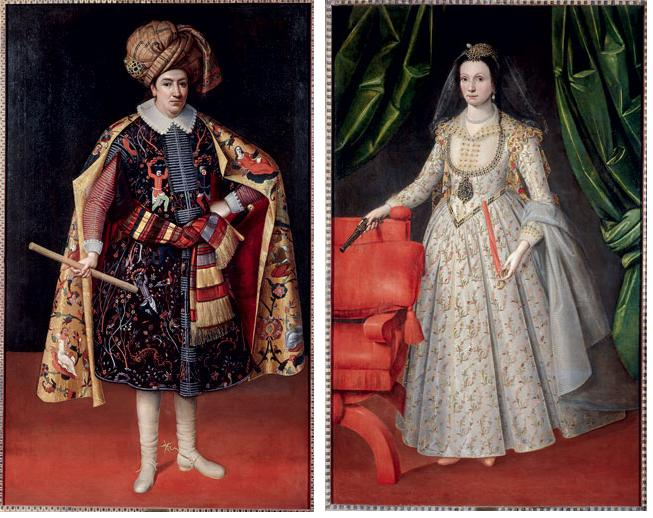
Robert Shirley e la moglie circassa Teresa, c.1624–1627. Robert Shirley modernizzò l'esercito persiano e guidò l'ambasciata del 1609-1615 in Europa.

Nel 1616 venne raggiunto un accordo commerciale tra lo scià Abbas I e la Compagnia britannica delle Indie orientali, e nel 1622 "una forza congiunta anglo-persiana espulse i commercianti portoghesi e spagnoli dal Golfo Persico" con la presa di Ormuz.
Nel 1624 Robert Shirley guidò un'altra ambasciata in Inghilterra per ottenere degli accordi commerciali.